# Championnat du Mozambique de football 2011
Navigation
Saison 2010 Saison 2012
La saison 2011 du Championnat du Mozambique de football est la trente-cinquième édition du championnat de première division au Mozambique. Les quatorze meilleurs clubs du pays sont regroupés au sein d'une poule unique où ils s'affrontent deux fois, à domicile et à l'extérieur. En fin de saison, les trois derniers sont relégués et remplacés par les trois meilleurs clubs de deuxième division.
C'est la Liga Desportivo Muçulmana de Maputo, tenant du titre, qui remporte à nouveau le championnat cette saison après avoir terminé en tête du classement final, avec cinq points d'avance sur le CD Maxaquene et dix-sept sur le GD HCB de Songo. C'est le deuxième titre de champion du Mozambique de l'histoire du club.

## Les clubs participants
| - CD Costa do Sol - CD Maxaquene - Vilankulo FC - Clube Ferroviario de Maputo - Sporting Clube de Beira - Incomati Xinavane - Promu de D2 - Chingale de Tete - Promu de D2 | - Clube Ferroviario de Nampula - Promu de D2 - Clube Atlético Muçulmano da Matola - Clube Ferroviário da Beira - Liga Desportivo Muçulmana de Maputo - Grupo Desportivo de Maputo - CD Matchedje - GD HCB de Songo |

## Compétition

### Classement
Le barème utilisé pour établir le classement est le suivant :
- Victoire : 3 points
- Match nul : 1 point
- Défaite, forfait ou abandon : 0 point

| Rang | Équipe                               | Pts | J  | G  | N  | P  | Bp | Bc | Diff |
| ---- | ------------------------------------ | --- | -- | -- | -- | -- | -- | -- | ---- |
| 1    | Liga Desportivo Muçulmana de MaputoT | 61  | 26 | 19 | 4  | 3  | 48 | 18 | +30  |
| 2    | CD Maxaquene                         | 53  | 26 | 15 | 8  | 3  | 45 | 14 | +31  |
| 3    | HCB Songo                            | 41  | 26 | 10 | 11 | 5  | 28 | 13 | +15  |
| 4    | CD Costa do Sol                      | 39  | 26 | 11 | 6  | 9  | 31 | 25 | +6   |
| 5    | Clube Ferroviário de MaputoC         | 37  | 26 | 10 | 7  | 9  | 36 | 32 | +4   |
| 6    | Clube Ferroviário de NampulaP        | 36  | 26 | 10 | 6  | 10 | 28 | 26 | +2   |
| 7    | Chingale de TeteP                    | 36  | 26 | 9  | 9  | 8  | 19 | 23 | -4   |
| 8    | FC Vilankulo                         | 35  | 26 | 10 | 5  | 11 | 26 | 25 | +1   |
| 9    | Grupo Desportivo de Maputo           | 35  | 26 | 10 | 5  | 11 | 23 | 25 | -2   |
| 10   | Clube Ferroviário da Beira           | 31  | 26 | 6  | 13 | 7  | 21 | 25 | -4   |
| 11   | Incomáti XinavaneP                   | 29  | 26 | 8  | 5  | 13 | 11 | 25 | -14  |
| 12   | CD Matchedje                         | 27  | 26 | 7  | 6  | 13 | 21 | 36 | -15  |
| 13   | Clube Atlético Muçulmano da Matola   | 21  | 26 | 5  | 6  | 15 | 20 | 37 | -17  |
| 14   | Sporting Clube da Beira              | 17  | 26 | 4  | 5  | 17 | 20 | 53 | -33  |

|  | Qualification pour la Ligue des champions de la CAF 2012                                        |
|  | Qualification pour la Coupe de la confédération 2012                                            |
|  | Relégation directe en deuxième division                                                         |
|  | T : Tenant du titre C : Vainqueur de la Coupe du Mozambique P : Club promu de deuxième division |

### Matchs
| Résultats (▼dom., ►ext.)            | AMU | CHT | CSL | DMA | FBE | FMA | FNA | HSO | IXV | LMU | MAJ | MAX | SBE | VLK |
| Clube Atlético Muçulmano da Matola  |     | 0-0 | 1-0 | 1-4 | 0-1 | 1-4 | 2-5 | 0-0 | 0-1 | 2-5 | 1-2 | 0-2 | 3-0 | 1-0 |
| Chingale de Tete                    | 0-0 |     | 1-0 | 0-2 | 1-0 | 2-1 | 0-0 | 1-0 | 1-0 | 1-0 | 0-1 | 2-0 | 0-0 | 3-3 |
| CD Costa do Sol                     | 2-1 | 1-0 |     | 2-1 | 2-0 | 2-2 | 2-1 | 0-1 | 2-0 | 0-1 | 2-1 | 0-3 | 6-3 | 0-1 |
| Grupo Desportivo de Maputo          | 2-1 | 1-0 | 0-1 |     | 0-0 | 1-1 | 1-0 | 0-2 | 0-1 | 1-3 | 3-0 | 0-1 | 0-0 | 0-1 |
| Clube Ferroviário da Beira          | 3-1 | 1-1 | 0-0 | 0-0 |     | 2-0 | 0-0 | 1-1 | 0-0 | 0-0 | 0-0 | 3-2 | 0-1 | 0-0 |
| Clube Ferroviário de Maputo         | 3-1 | 2-1 | 2-1 | 1-2 | 3-3 |     | 1-2 | 1-0 | 2-0 | 1-1 | 3-2 | 1-1 | 1-0 | 0-1 |
| Clube Ferroviário de Nampula        | 2-1 | 1-2 | 0-0 | 0-0 | 1-2 | 2-0 |     | 1-0 | 1-0 | 0-2 | 2-0 | 0-0 | 5-2 | 1-1 |
| GD HCB Songo                        | 0-0 | 1-1 | 2-0 | 0-1 | 3-0 | 1-1 | 3-0 |     | 0-0 | 2-0 | 0-0 | 1-1 | 5-1 | 1-0 |
| Incomáti Xinavane                   | 0-0 | 2-0 | 0-4 | 0-2 | 1-1 | 1-0 | 1-1 | 0-1 |     | 0-1 | 0-1 | 0-1 | 0-0 | 0-0 |
| Liga Desportivo Muçulmana de Maputo | 1-0 | 1-0 | 0-1 | 1-0 | 4-1 | 2-1 | 2-0 | 0-0 | 2-0 |     | 4-1 | 1-1 | 8-2 | 2-1 |
| CD Matchedje                        | 1-2 | 0-0 | 1-1 | 1-0 | 0-0 | 1-3 | 2-0 | 0-1 | 1-2 | 0-1 |     | 0-4 | 1-2 | 2-1 |
| CD Maxaquene                        | 0-0 | 5-0 | 0-0 | 4-0 | 2-1 | 1-1 | 3-0 | 2-1 | 2-0 | 1-2 | 0-0 |     | 5-1 | 1-0 |
| Clube Sporting da Beira             | 1-0 | 1-1 | 1-1 | 1-0 | 1-3 | 1-0 | 0-1 | 1-1 | 0-1 | 1-3 | 0-1 | 0-1 |     | 1-2 |
| Vilankulo FC                        | 0-0 | 0-1 | 2-1 | 2-3 | 2-0 | 0-1 | 0-2 | 1-1 | 1-0 | 1-2 | 4-1 | 0-2 | 2-0 |     |

## Bilan de la saison
| Championnat du Mozambique de football 2011                             |                                                |
| Champion                                                               | Liga Desportivo Muçulmana de Maputo (2e titre) |
| Coupes et trophées                                                     |                                                |
| Vainqueur de la Coupe du Mozambique 2011                               | Clube Ferroviario de Maputo                    |
| Qualifications continentales                                           |                                                |
| Ligue des champions de la CAF 2012                                     | Liga Desportivo Muçulmana de Maputo            |
| Coupe de la confédération 2012                                         | Clube Ferroviario de Maputo                    |
| Promotions et relégations                                              |                                                |
| Promus en Moçambola                                                    | FC Chibuto                                     |
| Promus en Moçambola                                                    | GD Companhia Têxtil do Punguè                  |
| Promus en Moçambola                                                    | Clube Ferroviario de Pemba                     |
| Relégués en Championnat du Mozambique de football de deuxième division | CD Matchedje                                   |
| Relégués en Championnat du Mozambique de football de deuxième division | Clube Atlético Muçulmano da Matola             |
| Relégués en Championnat du Mozambique de football de deuxième division | Sporting Clube da Beira                        |